# Regeringen Édouard Philippe I
Regeringen Édouard Philippe I var Frankrigs regering fra 15. maj til 19. juni 2017. 
Den blev dannet efter, at Emmanuel Macron var blevet valgt til præsident den 7. maj 2017, og  fungerede indtil parlamentsvalget den 18. juni 2017.

## Baggrund
Regeringens to hovedpartier var (Republikken fremad (REM) og Den demokratiske bevægelse (MoDem).
Der var også et antal uafhængige ministre i regeringen. Desuden er der enkelte ministre fra det radikale venstreparti, fra økologiske partier, fra uafhængige venstre og fra uafhængige højre. Endeligt var dissendenter fra de tidligere regeringspartier (Republikanerne) (LR) og Socialistpartiet) (PS)) blevet udpegede som ministre.

## Markante ministre
- Édouard Philippe, statsminister, dissendent fra LR, tidligere PS.
- François Bayrou, justitsminister 17. maj–19. juni 2017, formand for MoDem.
- Laura Flessel-Colovic, sportsminister fra 17. maj 2017, uafhængig, har tidligere vundet olympisk guld i fægtning,